# Frente Popular por la Democracia
El Frente Popular por la Democracia (en sesoto: Khoeetsa ea Sechaba) es un partido político en Lesoto.

## Resultados electorales
| Elección | Proporcional | Proporcional | Circunscripción | Circunscripción | Escaños | +/-   | Estatus            |
| Elección | Votos        | %            | Votos           | %               | Escaños | +/-   | Estatus            |
| -------- | ------------ | ------------ | --------------- | --------------- | ------- | ----- | ------------------ |
| 1993     | 947          | 0.18         |                 |                 | 0/65    | Nuevo | Extraparlamentario |
| 1998     | 3,077        | 0.52         |                 |                 | 0/89    | 0     | Extraparlamentario |
| 2002     | 6,330        | 1.14         | 7,180           | 1.34            | 1/120   | 1     | Oposición          |
| 2007     | 15,477       | 3.49         | 162             | 0.04            | 1/120   | 0     | Oposición          |
| 2012     | 11,166       | 2.02         |                 |                 | 3/120   | 2     | Gobierno           |
| 2015     | 9,829        | 1.73         |                 |                 | 2/120   | 1     | Oposición          |
| 2017     | 13,200       | 2.27         |                 |                 | 3/120   | 1     | Oposición          |
| 2022     | 4,636        | 0.90         |                 |                 | 1/120   | 2     | Oposición          |